# Ovatoscutum
Ovatoscutum és un gènere d'organismes ediacarians que conté una espècie, Ovatoscutum concentricum. És un organisme en forma de disc amb simetria radial.
Ovatoscutum fou descrit per Martin Glaessner i Mary Wade el 1966. Mikhaïl Fedonkin situa Ovatoscutum dins l'embrancament de bilaterals extint dels proarticulats, mentre que Waggoner sosté que podria haver estat un cnidari nedador.
Dima Grazhdankin creu que molts fòssils ediacarians, incloent-hi Ovatoscutum, representen les restes de colònies microbials.